# Stefano Rizzo
Stefano Rizzo (Torino, 5 febbraio 1946) è un giornalista e scrittore italiano, autore di saggistica e narrativa.

## Biografia
Rizzo ha passato l'infanzia e l'adolescenza tra Torino, Viareggio e Pisa. Nel 1963 si è trasferito negli Stati Uniti dove ha soggiornato fino al 1969 laureandosi al City College of New York.
A Roma dopo il 1969 si è laureato in filosofia e ha insegnato per alcuni anni letteratura angloamericana presso l'Università "La Sapienza". Negli anni '70 e '80 ha svolto una intensa attività di traduttore per svariati editori (da segnalare le sue traduzioni di Bob Dylan e di Marshall McLuhan). Dal 1977 al 2011 è stato funzionario (consigliere parlamentare), capo dell'Ufficio stampa e pubblicazioni e Sovrintendente dell'Archivio storico della Camera dei deputati. È stato responsabile (fino al 2018) per i rapporti internazionali del Centro per la riforma dello Stato (CRS), membro del comitato scientifico della Foundation for European Progressive Studies del Parlamento Europeo, della Fondazione Cercare ancora, dello European Center for Parliamentary Research and Documentation e del Consiglio internazionale degli Archivi.
In qualità di giornalista ha scritto oltre 1100 articoli di politica e cultura americana, di politica internazionale e di politica italiana pubblicati su svariati quotidiani e periodici a stampa e online (L'Unità, Rassegna sindacale, Europa, Left, Aprileonline, Aprile, Carta, PaneAcqua, Italianieuropei, Terra, Terzogiornale, Ytali, Atlante dell'Enciclopedia Treccani). Dal 2008 al 2012 ha insegnato relazioni internazionali nel corso di laurea triennale e specialistica presso la Facoltà di scienze politiche, sociali e della comunicazione dell'Università "La Sapienza" di Roma.
Per la saggistica ha ricevuto nel 2007 il Premio Estense di giornalismo e per la narrativa è stato prescelto nel 2004 tra i finalisti del Premio dei Lettori della Società lucchese dei lettori.
Nel 2004 è stato insignito dell'onorificenza di Grande Ufficiale dell'Ordine al merito della Repubblica.

## Pubblicazioni
Articoli su riviste e volumi collettanei
- “Notes on Happiness and Philosophy”, in Logos. Philosophy Journal of the City College of New York, New York, Spring 1968.
- “Il De Vulgari Eloquentia e l’unità del pensiero linguistico di Dante”, in Dante Studies, LXXXVII,1969, Dante Society of America, pp. 69–88.
- “Messaggio poetico e comunicazione di massa in Bob Dylan” in Paragone, n. 302, aprile 1975, pp. 69–86.
- “La nuova identità di Erikson”, introduzione a E.H. Erikson, Aspetti di una nuova identità, Armando editore, Roma, 1975.
- “A Note on Hemingway’s Style and Language” in E. Hemingway, Selected Short Tales, a cura di S. Rizzo, Milano, Edizioni scolastiche Mondadori, 1976, pp. 39–42.
- “Artista e pubblico nella critica letteraria americana degli anni ‘20”, in Industria culturale e cinema in USA negli anni Dieci e venti, a cura di A. Abruzzese e B. Placido, Venezia, La biennale di Venezia, 1976.
- “Nuovo Mondo e la stampa alleata in Italia (1943-1945)” in Italia e America dalla Grande guerra a oggi, a cura di G. Spini, G.G. Migone, M. Teodori, Padova, Marsilio, 1976, pp. 197–221.
- “Ideologia e metodo nell’estetica filosofico-analitica”, introduzione a Estetica e linguaggio a cura di W.R. Elton, Roma, Armando, 1977.
- “Informatica e organizzazione parlamentare”, in AA. VV., Il Parlamento, analisi e proposte di riforma, Democrazia e diritto, 1978, n.2.
- “The Role of the Thesaurus in Automated Documentation: State of the Art and Future Trends”, in INTERDOC, vol. 2, October 1979, n. 1, pp. 6–14.
- “Verso uno sviluppo sistemico della documentazione parlamentare”, in AA.VV., Il Parlamento della repubblica. Organi, procedure apparati, Roma, Camera dei deputati,1987.
- “Il ‘Potere visibile’: l’attività editoriale della Camera dei deputati”, in AA.VV., L’editore pubblico per quale pubblico? Per quale pubblica utilità?, Atti del convegno sull’editoria degli enti pubblici, a cura della Presidenza del Consiglio Dipartimento per l’informazione e l’editoria, Pesaro, 19 giugno 1993.
- “La fine di un lungo ciclo reazionario” in AA.VV., Passaggio Obama. L’America, l’Europa, la sinistra, a cura di M. Tronti, Ediesse, 2009, pp. 69–90.
- “Magistratura e potere politico negli Stati Uniti” in Democrazia e diritto, XLVIII, n. 3-4 2011, pp. 333–369.
- “Il contesto internazionale: limiti e opportunità del cambiamento”, in Le rivoluzioni della dignità. 18 mesi di proteste, di repressione e di rivoluzioni che hanno cambiato il mondo arabo, a cura di S. Rizzo, Roma, Ediesse, 2012.
- “Le Contexte géopolitique des révolutions arabes: un défi pour l'intégration entre l'Europe et le monde arabe”, relazione presentata al Deuxième Forum sur l’immigration organizzato dall’associazione Ben Amir, Fkih Ben Saleh (Marocco), 27-29 gennaio 2013.
- “Le rivoluzioni arabe. Quarta ondata della democrazia?” in Dove vanno le primavere arabe, a cura di A. Cantaro, Roma, Ediesse, 2013, pp. 39–52.
- “The Odd Couple: Political Parties and Populist Movements in America”, in The Changing faces of Populism. Systemic Challengers in Europe and the U.S., a cura di H. Giusto, D. Kitching, S. Rizzo, Bruxelles, Foundation for European Progressive Studies e Centro per la riforma dello Stato, 2013, pp. 267–289.
- “L’alleanza ‘troppo facile’ con gli Stati Uniti” in La questione israeliana, a cura di G.P. Calchi Novati e C. Ruggero, numero speciale de Il Ponte, LXXI, nn. 11-12, novembre-dicembre 2015, pp. 88–115.
- “Systemic Challengers: Radical Right and Radical Left Populism in Europe”, relazione introduttiva al simposio "Europaeische Idee in der Krise? Extremismus, Populismus und die Potenziale europaeischer Bindekraft", Università di Gottinga, 28 gennaio 2015, ora in Democrazia e diritto, LII, n. 2, 2015, Franco Angeli, pp. 53–67.
- "La strana coppia e il terzo incomodo: USA, Israele e i Palestinesi", Alternative per il socialismo, n. 71, gennaio-febbraio-marzo 2024, Castelvecchi, pp. 53-74.
- "L'America a una svolta. Perché i democratici hanno perso", Alternative per il socialismo, n. 74, ottobre-novembre-dicembre 2024, Castelvecchi, pp. 49-63.

Volumi di saggistica
- Bibliografia internazionale di Thesauri / International Bibliography of Thesauri (Roma, Camera dei deputati, 1987)
- Note sulla felicità e la filosofia e altri saggi di filosofia e letteratura (Roma, Aracne, 2004)
- Ascesa e caduta del bushismo: dalla vittoria elettorale alla crisi iraniana (Ediesse, Roma, 2006)
- La svolta americana. Cronache dalla fine del bushismo (2006-2008) (Ediesse, Roma, 2008)
- Teorie e pratiche delle relazioni internazionali. Da Machiavelli a Barack Obama (Nuova cultura, Roma, 2009)
- Le rivoluzioni della dignità. 18 mesi di proteste, di repressione e di rivoluzioni che hanno cambiato il mondo arabo, a cura di S. Rizzo, (Ediesse, Roma, 2012)
- The Changing faces of Populism. Systemic Challengers in Europe and the U.S., a cura di S. Rizzo, D. Kitching e H. Giusto, (Foundation for European Progressive Studies, Bruxelles, 2013)
- Saggi sparsi (Hortus Conclusus, Bruxelles, 2020)
- Gli Stati Uniti in mezzo al guado. La presidenza Biden dall'assalto a Capitol Hill alla guerra di Putin (Manifestolibri, Roma, 2022)
- Da Trump a Trump. La presidenza Biden e la sconfitta dei democratici (Castelvecchi, Roma, 2025)

Volumi di narrativa
- Variazioni (Rubbettino, Soveria Mannelli, 1998)
- Mohammed (Mesogea, Messina, 2003)
- Amore meno Zero (Mincione Edizioni, Roma, 2015)
- Melencolia (Mincione Edizioni, Roma, 2018)

Principali traduzioni
- Bob Dylan, Blues, ballate e canzoni, Newton Compton, Roma, 1972.
- Bob Dylan, Canzoni d’amore e di protesta, Newton Compton, Roma 1972.
- L. Chertok - F. De Saussure, Freud prima di Freud: nascita della psicanalisi, Laterza, Bari, 1975
- Marshall MacLuhan, La Galassia Gutenberg: nascita dell’uomo tipografico, Armando editore, Roma, 1976
- Erik H. Erikson, Aspetti di una nuova identità, Armando editore, Roma, 1975
- Patrick Gardiner, La filosofia della storia, Armando editore, Roma, 1978.
- W.R. Elton, L’estetica della filosofia analitica, Armando editore, Roma, 1977.
- Ernest Hemingway, Selected short stories, Mondadori, 1976.
- de Waal Malefjit, Immagini dell'uomo. Storia del pensiero antropologico, Armando editore, Roma 1974.